# Cylicodiscus
Cylicodiscus es un género monotípico de árbol perteneciente a la familia de las fabáceas.  Su única especie: Cylicodiscus gabunensis, es originaria de  África tropical.

## Descripción
Es un gran árbol que alcanza un tamaño de más de 60 m de altura, con tronco recto cilíndrico de hasta 35 m de largo por 3 m de diámetro, se encuentra en los bosques de hoja perenne y de hoja caduca, en Sierra Leona, Liberia, Costa de Marfil, Camerún y en Gabón.

## Usos
Medicinales
Usado contra la artritis, reumatismo, etc, infección cutánea o subcutánea parasitaria; fiebres, problemas estomacales y enfermedades venéreas
Fitoquímica
Contiene sales alcalinas (excepto la sal común), para hacer jabón y sucedáneos
- La raíz contiene glucósidos, saponinas, alcaloides y esteroides.
- Corteza, raíz, hoja contienen taninos, y son astringentes.
- Las hojas son analgésicas.

Madera
Es utilizada como material de construcción; carpintería y aplicaciones relacionadas. También como productos combustibles e iluminación.

## Taxonomía
Cylicodiscus gabunensis fue descrita por Hermann Harms y publicado en  Die Natürlichen Pflanzenfamilien 1: 192. 1897.
Sinonimia
- Cyrtoxiphus staudtii Harms
- Erythrophleum gabunense Taub.	[3]